# Hiérarchie des puissances
 (février 2021).
La mise en forme du texte ne suit pas les recommandations de Wikipédia : il faut le « wikifier ».
Les points d'amélioration suivants sont les cas les plus fréquents :
- Les titres sont pré-formatés par le logiciel. Ils ne sont ni en capitales, ni en gras.
- Le texte ne doit pas être écrit en capitales (les noms de famille non plus), ni en gras, ni en italique, ni en « petit »…
- Le gras n'est utilisé que pour surligner le titre de l'article dans l'introduction, une seule fois.
- L'italique est rarement utilisé : mots en langue étrangère, titres d'œuvres, noms de bateaux, etc.
- Les citations ne sont pas en italique mais en corps de texte normal. Elles sont entourées par des guillemets français : « et ».
- Les listes à puces sont à éviter, des paragraphes rédigés étant largement préférés. Les tableaux sont à réserver à la présentation de données structurées (résultats, etc.).
- Les appels de note de bas de page (petits chiffres en exposant, introduits par l'outil «  Source ») sont à placer entre la fin de phrase et le point final[comme ça].
- Les liens internes (vers d'autres articles de Wikipédia) sont à choisir avec parcimonie. Créez des liens vers des articles approfondissant le sujet. Les termes génériques sans rapport avec le sujet sont à éviter, ainsi que les répétitions de liens vers un même terme.
- Les liens externes sont à placer uniquement dans une section « Liens externes », à la fin de l'article. Ces liens sont à choisir avec parcimonie suivant les règles définies. Si un lien sert de source à l'article, son insertion dans le texte est à faire par les notes de bas de page.
- La présentation des références doit suivre les conventions bibliographiques. Il est recommandé d'utiliser les modèles {{Ouvrage}}, {{Chapitre}}, {{Article}}, {{Lien web}} et/ou {{Bibliographie}}. Le mode d'édition visuel peut mettre en forme automatiquement les références.
- Insérer une infobox (cadre d'informations à droite) n'est pas obligatoire pour parachever la mise en page.

Pour une aide détaillée, merci de consulter Aide:Wikification.
Si vous pensez que ces points ont été résolus, vous pouvez retirer ce bandeau et améliorer la mise en forme d'un autre article.
La hiérarchie des puissances désigne une catégorisation d'États en fonction de leur puissance présumée. Cette hiérarchie permet d'envisager des rapports de force entre puissances internationales.

## Typologie des puissances
Le politologue Organski a établi la hiérarchie des puissances, Gilpin a théorisé l'équilibre des puissances, les échanges entre elles. Ces recherches ont été complétées par Barbara Marque :
| Typologie des puissances        | Typologie des puissances |
| ------------------------------- | ------------------------ |
| superpuissance - hyperpuissance |                          |
| grande puissance                |                          |
| puissance moyenne               | traditionnelle           |
| puissance moyenne               | émergente                |
| petite puissance                |                          |

Chaque pays a ses propres ambitions d'influence et de puissance. Chacun tient sa place dans le concert des nations.

## Émergence de l'Asie
Au fil du temps, après l'âge d'or européen (jusqu'à la Seconde Guerre mondiale), américain (XXe siècle), c'est l'Asie qui émerge petit à petit depuis le dernier conflit mondial.

## Vers la multipolarité

### Unipolarité, bipolarité et multipolarité
Après la domination européenne dans les siècles derniers, le siècle des idéologies qui a divisé le monde entre URSS et États-Unis, donc une bipolarité, le 21e siècle semble s'orienter vers une multipolarité. Ainsi se développe une plus grande diversité de puissances, avec l'émergence de la Chine.

### Intégration régionale et mondiale
En fonction de la catégorisation des puissances, elles peuvent s'insérer dans une polarité régionale et/ou mondiale
La multipolarité grandissante est à la fois la résultante de l'émergence de plusieurs pays continents, mais également le fait du regroupement d'ensembles régionaux tels que l'Union Européenne, l'ASEAN.